# Swansea City A.F.C.
Swansea City AFC (wal. Clwb Pêl-droed Dinas Abertawe) – walijski klub piłkarski obecnie występujący w Championship. Swansea City oraz ich najwięksi rywale – Cardiff City F.C. są jedynymi walijskimi zespołami, które grały w najwyższej angielskiej lidze.
Klub, którego gracze są nazywani „Łabędziami” („The Swans”), od założenia w 1912 (jako Swansea Town) do 2005 miał swoją siedzibę na Vetch Field, stadionie położonym w centrum miasta.
Latem 2005 roku, Swansea City przeniosła się na nowy, posiadający 20 280 miejsc Liberty Stadium, na którym często notuje się komplet publiczności.
Oficjalna nazwa stadionu nie jest lubiana przez kibiców; wielu z nich określa go mianem Morfa Stadium albo White Rock Stadium – pierwsza z nich to nazwa areny lekkoatletycznej, stojącej od lat siedemdziesiątych na terenie obecnego Liberty Stadium, podczas gdy druga była pierwotną nazwą używaną przez firmę budującą obiekt.
Finansowe problemy, przez jakie przechodził klub przez ostatnie dwie dekady, wydają się już przejść do historii, w sporej części dzięki gwałtownemu wzrostowi ilości fanów stawiających się na stadionie.
W sezonie 2010/2011 zespół awansował do Premier League, po zwycięstwie w finale fazy play-off rozegranym na Wembley z Reading 4:2.
17 września 2011 roku zespół odniósł historyczne, pierwsze zwycięstwo w Premier League, ogrywając West Bromwich Albion na własnym stadionie 3:0. Były to również pierwsze zdobyte w Premier League bramki. W sezonie 2012/13 Swansea dotarła do finału Pucharu Ligi, gdzie pokonała Bradford City 5:0. W sezonie 2013/14 klub uczestniczył w rozgrywkach Ligi Europejskiej.

## Sukcesy
- Puchar Ligi Angielskiej
  - 2013

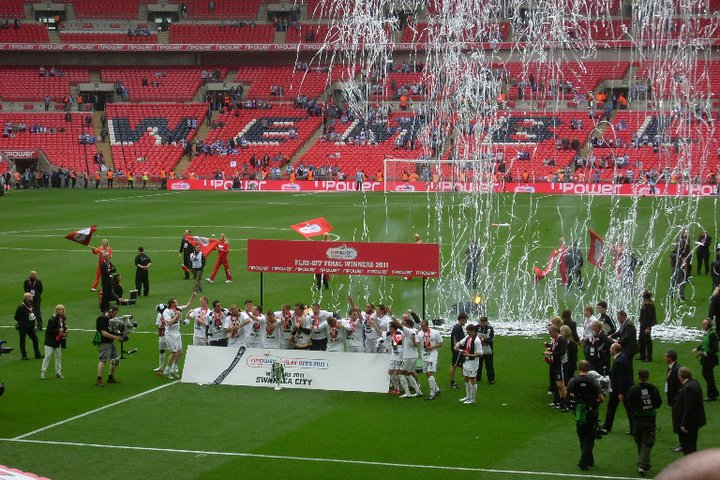
Piłkarze Swansea City po awansie do Premier League w 2011 roku.

- awans do Premier League po zwycięstwie nad Reading w finale play-off: 1
  - 2011
- Półfinał Puchar Anglii: 2
  - 1926, 1964
- League One: 1
  - 2008
- Football League Third Division South: 2
  - 1925, 1949
- Puchar Walii: 10
  - 1913, 1932, 1950, 1961, 1966, 1981, 1982, 1983, 1989, 1991
- Finał Pucharu Walii: 8
  - 1915, 1926, 1938, 1940, 1949, 1956, 1957, 1969
- Football League Trophy: 2
  - 1994, 2006

## Rekordy klubowe
- Najwyższa wygrana:
  - 12:0 ze Sliemą Wanderers (Puchar Zdobywców Pucharów, 15 września 1982)
- Najwyższa wygrana w lidze:
  - 8:0 z Hartlepool United (Fourth Division, 1 kwietnia 1978)
- Najwyższa porażka:
  - 0:8 z Liverpoolem (FA Cup, 9 stycznia 1990)
  - 0:8 z AS Monaco (Puchar Zdobywców Pucharów, 1 października 1991)
- Najwyższa frekwencja (na Vetch Field):
  - 32 786 (mecz FA Cup z Arsenalem, 17 lutego 1968)
- Najwyższa frekwencja (na Liberty Stadium):
  - 20 972 (mecz Premier League z Liverpoolem, 1 maja 2016)[2]

## Zawodnicy

### Obecny skład
Stan na 15 stycznia 2021
| Nr | Poz. | Piłkarz                                               |
| -- | ---- | ----------------------------------------------------- |
| 1  | BR   | Freddie Woodman (wypożyczony z Newcastle United F.C.) |
| 2  | OB   | Ryan Bennett                                          |
| 3  | OB   | Ryan Manning                                          |
| 5  | OB   | Marc Guehi (wypożyczony z Chelsea Londyn)             |
| 6  | PO   | Jay Fulton                                            |
| 7  | PO   | Korey Smith                                           |
| 8  | PO   | Matt Grimes (kapitan)                                 |
| 9  | NA   | Jamal Lowe                                            |
| 10 | NA   | André Ayew                                            |
| 13 | BR   | Steven Benda                                          |
| 15 | PO   | Wayne Routledge                                       |
| 18 | BR   | Ben Hamer                                             |
| 20 | NA   | Liam Cullen                                           |
| 21 | PO   | Yan Dhanda                                            |
| 22 | OB   | Joel Latibeaudiere                                    |
| 23 | OB   | Connor Roberts                                        |

| Nr | Poz. | Piłkarz          |
| -- | ---- | ---------------- |
| 24 | OB   | Jake Bidwell     |
| 26 | OB   | Kyle Naughton    |
| 27 | BR   | Josh Gould       |
| 28 | PO   | George Byers     |
| 30 | OB   | Tivonge Rushesha |
| 31 | PO   | Oli Cooper       |
| 33 | OB   | Jordi Govea      |
| 35 | OB   | Matthew Blake    |
| 36 | OB   | Brandon Cooper   |
| 37 | PO   | Daniel Williams  |
| 38 | OB   | Cameron Evans    |
| 41 | NA   | Jordon Garrick   |
| 44 | OB   | Ben Cabango      |
| 42 | BR   | Lewis Webb       |
| 49 | BR   | Jamie Searle     |
| 54 | OB   | Joe Lewis        |

### Piłkarze na wypożyczeniu
| Nr | Poz. | Piłkarz                                                  |
| -- | ---- | -------------------------------------------------------- |
|    | OB   | Declan John (w Bolton Wanderers F.C. do 30 czerwca 2021) |
|    | PO   | Barrie McKay (w Fleetwood Town F.C. do 30 czerwca 2021)  |
|    | NA   | Joel Asoro (w Genoi do 30 czerwca 2021)                  |

### Zastrzeżony numer
| Nr | Poz. | Piłkarz                      |
| -- | ---- | ---------------------------- |
| 40 | NA   | Besian Idrizaj (pośmiertnie) |

## Europejskie puchary
Legenda do wszystkich tabel:
- Q – runda eliminacyjna, 1/16, 1/8, 1/4, 1/2 – odpowiednia faza rozgrywek, Grupa – runda grupowa, 1r gr – pierwsza runda grupowa, 2r gr – druga runda grupowa, F – finał, R – runda, PO – play-off
- k. – rzuty karne, los. – losowanie, Dogr. – dogrywka, w. – zasada bramek strzelonych na wyjeździe

| Sezon   | Rozgrywki                 | Runda   | Przeciwnik          | Dom  | Wyjazd | Ogólnie    |
| ------- | ------------------------- | ------- | ------------------- | ---- | ------ | ---------- |
| 1961/62 | Puchar Zdobywców Pucharów | Q       | Motor Jena          | 2–2  | 1–5    | 3–7        |
| 1966/67 | Puchar Zdobywców Pucharów | 1R      | Sławia Sofia        | 1–1  | 0–4    | 1–5        |
| 1981/82 | Puchar Zdobywców Pucharów | 1R      | Lokomotive Leipzig  | 0–1  | 1–2    | 1–3        |
| 1982/83 | Puchar Zdobywców Pucharów | Q       | SC Braga            | 3–0  | 0–1    | 3–1        |
| 1982/83 | Puchar Zdobywców Pucharów | 1R      | Sliema Wanderers    | 12–0 | 5–0    | 17–0       |
| 1982/83 | Puchar Zdobywców Pucharów | 2R      | Paris Saint-Germain | 0–1  | 0–2    | 0–3        |
| 1983/84 | Puchar Zdobywców Pucharów | Q       | Magdeburg           | 1–1  | 0–1    | 1–2        |
| 1989/90 | Puchar Zdobywców Pucharów | 1R      | Panathinaikos AO    | 2–3  | 3–3    | 5–6        |
| 1991/92 | Puchar Zdobywców Pucharów | 1R      | AS Monaco           | 1–2  | 0–8    | 1–10       |
| 2013/14 | Liga Europy               | 3Q      | Malmö FF            | 4–0  | 0–0    | 4–0        |
| 2013/14 | Liga Europy               | PO      | Petrolul Ploeszti   | 5–1  | 1–2    | 6–3        |
| 2013/14 | Liga Europy               | Grupa A | Kubań Krasnodar     | 1–1  | 1–1    | 2. miejsce |
| 2013/14 | Liga Europy               | Grupa A | St. Gallen          | 1–0  | 0–1    | 2. miejsce |
| 2013/14 | Liga Europy               | Grupa A | Valencia CF         | 0–1  | 3–0    | 2. miejsce |
| 2013/14 | Liga Europy               | 1/16    | SSC Napoli          | 0–0  | 1–3    | 1–3        |